# 視訊牆
視訊幕牆（英語：Video wall），又名電視幕牆、電視牆，是一種大型顯示器，有如玻璃幕牆安裝於建築物的外牆，作為電視台、錄影節目、廣告、個人示愛等的傳播媒體，向外給現場的路人觀眾廣播資訊及娛樂。

## 批評
電視顯示屏吸引公眾駐足欣賞，引起旺區行人通道不流暢，更甚者引起駕車者分神，及交通意外。

## 相關
- 環球大廈
- 時代廣場
- MegaBox
- 中環中心
- 節日倒數

## 外部参考
- http://www.timessquare.com.hk/ch/module/business/video.php?PHPSESSID=d4166ac4197587643c90bce6743797cb （页面存档备份，存于） 銅鑼灣時代廣場的電子顯示屏